# Enterokoki
Enterokoki (Enterococcus) – rodzaj bakterii Gram-dodatnich, względnie beztlenowych ziarniaków z typu Firmicutes.
Enterokoki to ziarniaki najczęściej występujące w postaci dwoinek i trudne do odróżniania od bakterii z rodzaju Streptococcus. Mają antygen wielocukrowy grupy D, który (inaczej niż u paciorkowców) znajduje się między ścianą komórkową a błoną cytoplazmatyczną. Dwa gatunki powszechnie występują w jelitach ludzi, w których żyją na zasadzie komensalizmu, są to częstszy Enterococcus faecalis (90-95%) oraz rzadszy Enterococcus faecium (5-10%). Enterokoki są to organizmy względnie beztlenowe, preferujące oddychanie tlenowe. Są odporne na działanie żółci oraz wywołują hemolizę każdego typu. Rosną w bulionie z dodatkiem 6,5% NaCl.